# ایل عمرانلو
ایل عمرانلو از ایلات و اقوام تُرک زبان است. در شیروان و بجنورد سکونت دارند. مهاجرینی که از یک طایفه کوچک تُرک زبان موسوم به ایل عمرانلو با جمعیت اندک در گلوگاه زندگی میکنند.

## تیره‌های محمودجانلو
- خادملو
- رحیمی
- قلی پور
- اسدی
- مقصودلو
- ملک محمودی
- عمرانلو
- اشاقلو
- قلعه سری
- صیدانلو
- قدملو
- موجرلو
- مجرلو
- امیرخانلو
- اسپندیارلو
- نوروزی
- عظیمی
- عسکری